# Material Girls
Material Girls o Chicas materiales o Material Femenino es una película adolescente de comedia, protagonizada por las hermanas Hilary Duff y Haylie Duff, escrita por John Quaintance y dirigida por Martha Coolidge. Cuenta con las actuaciones especiales de Anjelica Huston, Lukas Haas, María Conchita Alonso y Brent Spiner, producida por MGM y coproducida por Patriot Pictures y Maverick Entertainment.

## Sinopsis
Tanzie (Hilary) y Ava Marchetta (Haylie) son hijas del difunto Victor Marchetta y herederas de su millonaria firma de cosméticos. Acostumbradas a vivir rodeadas de lujos, caen en desgracia cuando los informativos hacen eco de la noticia de que uno de sus productos provoca reacción dérmica. Como consecuencia, la gente deja de confiar en la marca, las acciones se hunden y las chicas se ven en la ruina, sin casa, sin coche, sin dinero y sin nadie que las ayude. Por ese motivo buscan una solución con la que reflotar el emporio Marchetta y evitar que Fabiella, enemiga y competente principal de la empresa, compre la firma por un misero precio. Deciden contratar un detective que investigue en el caso, pero al no tener dinero, se ven obligadas a hacer el duro trabajo ellas mismas.

## Lanzamiento
El 31 de marzo de 2006, el sitio AndPop.com divulgó que Lukas Haas no había esperado el lanzamiento de la película. Estas declaraciones fueron confirmadas el 5 de abril. Haas expresó su insatisfacción con la película, y dijo que habían estado intentando venderla a una distribuidora durante mucho tiempo sin mucho éxito. El 6 de abril de 2006 el portal de Box Office Mojo divulgó que MGM habría adquirido la distribución de Material Girls y que se lanzaría en los cines norteamericanos el 25 de agosto (finalmente se modificaría al 18 de agosto).
En la semana anterior del lanzamiento en Estados Unidos, el sitio web oficial de Martha Coolidge confirmó que Material Girls sería estrenada en 1509 cines de Estados Unidos, el 20 de abril, sólo dos días posteriores al lanzamiento de la película alcanzó el noveno puesto en la Taquilla Oficial de la semana en Estados Unidos, con una ganancia alrededor de 4'6 millones de dólares.
Lamentablemente Chicas Materiales fracasó en taquilla, estuvo 8 semanas y logró recaudar tan sólo 11'4 millones de dólares. Ha sido la película protagonizada por Duff menos taquillera y la más criticada por los medios norteamericanos.

## Taquilla
- Estados Unidos: $11,441,751
- Australia: $1,298,934
- Islandia: $35,105
- Nueva Zelanda: $44,659
- Reino Unido: £663,327
- Mundo: $16,278,108

## Reparto
| Actor/Actriz (Inglés) | Doblaje al español  | Personaje        |  |
| --------------------- | ------------------- | ---------------- |  |
| Hilary Duff           | Liliana Barba       | Tanzie Marchetta |  |
| Haylie Duff           | Gaby Ugarte         | Ava Marchetta    |  |
| María Conchita Alonso | Ariadna Casas       | Inez             |  |
| Anjelica Huston       | Queta Leonel        | Fabiella         |  |
| Brent Spiner          | Rolando de Castro   | Tommy Katzenbach |  |
| Lukas Haas            | José Antonio Macías | Henry Baines     |  |
| Marcus Coloma         |                     | Rick             |  |
| Ty Hodges             | Óscar Flores        | Etienne          |  |
| Reagan Dale Neis      | Xóchitl Ugarte      | Jaden            |  |
| Obba Babatundé        | Eduardo Fonseca     | Craig            |  |
| Henry Cho             |                     | Ned Nakamori     |  |
| Misti Traya           | Karla Falcón        | Martinique       |  |
| Christina Copeland    |                     | Brigitta         |  |
| Brandon Beemer        | Víctor Ugarte       | Mic Rionn        |  |
| Colleen Camp          | Queta Calderón      | Charlenne        |  |

- Datos: Q93868